# 山川博功
山川 博功（やまかわ ひろのり、1971年1月19日 - ）は日本の実業家、経営者。株式会社ビィ・フォアード代表取締役、株式会社ワイズ山川代表取締役。福岡県出身。

## 人物

### 出生
生まれは鹿児島県で、4歳のときに福岡県に引っ越す。
父親は百貨店の外商部に勤めるサラリーマン（後に宝石商として独立）で、母親は弟子を数名抱える美容室を経営していた（現在も経営中）。

### 学生時代
小学4年生の時に剣道をはじめ、小、中、高は剣道一筋で、三池高校の剣道部では3年時に主将を務めた。
大学時代は、アルバイトに明け暮れ月に50万円以上稼ぐこともあったが、車のレースにのめり込み給料の大半は車の維持費で消費されていた。アルバイト代で最初に購入した車はセドリック 430（2台目からは全て競技用車）。アルバイトでは昼夜を問わず誰よりも働いていたため、大学4年生の頃には64人いたアルバイトのトップになり、普通のアルバイトは蝶ネクタイを締めるのが基本だったが、社員と同じネクタイ着用が許されていた。
就職について深く考えず趣味と遊びに夢中になっていたが、将来は車に関わる会社に行くことを望み、日産やホンダを受けるがどちらも一次面接に至らなかった。最終的に日産グループの東京日産自動車販売に就職する。

### サラリーマン時代
アルバイトのし過ぎでフランス語の単位を落としたため卒業できず、1年目はサラリーマンをやりながら大学にも通った。
入社後すぐに頭角を現し、同社優秀新人営業賞を受賞。3年半務めたが、学生時代からのめり込んだ車のレース関連の借金が800万円残っており、当時25歳の山川は将来設計が出来ず基本給の高い佐川急便の下請け会社（庸車）に転職するも、体力を使う仕事のため1日5食になり結局金銭が貯まらなかった。
その後宝石店に転職したが、その半年後、東京日産自動車販売の先輩から声が掛かり、カーワイズに入社。3か月後には同社トップセールスを記録する。

### 独立・起業
1999年に有限会社ワイズ山川（現株式会社ワイズ山川）を設立し、独立。車の買い取り業（ラビット調布インター店）を営むが、海外輸出をする車屋が高額で自社の車を買っていく事に気づき「これを自分たちでやったら儲かるんじゃないか？」と思い、輸出ビジネスを始める。まずは日本車の人気が高いミャンマーを目指したが、現地の関係者に2500万円をだまし取られた。次にニュージーランドへの輸出をもくろんだが、今度は現地の日本人にだまされ、2億5000万円もの損失を出した。。
その後、レース用のドリフトカー（ドリ車）を扱うなど他社との差別化を図り、海外で次第に車が売れ始める。
ワイズ山川時代は「ワイズグループの軍曹」と呼ばれたぐらい、部下たちを厳しく指導し、店舗も厚木店、さいたま店、浜松店、名古屋西店、仙台店、いわき店、郡山店と広げていき、のちにこれらの店は、弟子たちにお客さんをつけたまま独立させた。

### アフリカ市場進出
2004年3月に株式会社ビィ・フォアードを設立 同社代表取締役に就任する（有限会社ワイズ山川の輸出、部品販売事業を分社化）。その後トレードカービューに解体車を掲載し始めたところ、アフリカ地域で良く売れ、徐々に経営が軌道に乗り、2015年5月には月間約1万5千台の中古車をアフリカなど世界153の国と地域に輸出するグローバル企業へと成長させる。
アフリカ現地に日本からのスタッフは置いておらず、どの国でも現地の協力会社と提携している。
内陸国への輸送の場合は、民間業者に頼まずにパートナーと組んで自分たちで運んでおり、車は自走で運ぶので、現地で3600人ほど雇用している。
アフリカ進出当時は、いわゆるマス媒体に広告は打っておらず、買ってくれたお客さまにビィ・フォアードのTシャツやキャップを配ったり、車のうしろにステッカーを張り付けるなどのベタなことをやっていたら、お客さまがビィ・フォアードをSNSなどで拡散してくれるようになった。

### 越境ECサイト
顧客は、越境ECサイト（海外向けECサイト）の「BE FORWARD.JP」から、24時間注文できる。同サイトの月間ページビューは、2015年5月時点で5600万PV。アフリカのザンビアでは6番目に、サモアでは7番目に見られているサイトだ。世界中の新興国からアクセス件数が急増して居るのが目に止まり、Googleのアメリカ本社から副社長が、山川社長に会いにやってきたという。

### ポチロジ
海外販売や海外マーケットの拡大を狙う企業や海外へ荷物を送付したい一般消費者に、貨物を輸送するサービス。これまで200の国と地域へ中古車輸出を通して獲得した同社の流通網を活かし、国際航空輸送、自社コンテナ混載、中古車輸送のサービスを、輸送手続きから現地配送までワンストップで対応している。以前は中古車輸送サービスのみに焦点を当てていたが、自社コンテナ混載サービスと国際航空輸送サービスの発送手順の説明や過去の事例紹介をサイトに記載するなど、一般消費者でも国際輸送に対して具体的なイメージを理解しやすいサイトを作り、国際航空輸送見積もりをサイトの専用フォームから簡単に依頼することも可能にした。

### ゴルフ
趣味はゴルフ。
- 2015年 5月 - 上野原カントリークラブ 理事長杯 優勝[13]

## 略歴
- 1989年 3月 - 福岡県立三池高等学校卒業（41期）・剣道部（3年次主将）
- 1993年 4月 - 東京日産自動車販売株式会社（現日産東京販売ホールディングス株式会社）入社
- 1994年 3月 - 明治大学文学部文学科フランス文学専攻卒業
- 1993年 5月 - 荻窪営業所へ営業職として配属
- 1994年 5月 - 優秀新人営業賞受賞
- 1996年 7月 - 同社を退社
- 1997年 6月 - 株式会社カーワイズ入社
- 1999年 11月 - 有限会社ワイズ山川設立 同社取締役（現株式会社ワイズ山川）
ワイズグループにて中古自動車買い取り店として独立起業  2011年3月　中古トラックの販売・買取事業ワイズトラックを創業
- 2002年 11月 - 自動車輸出を事業化（主な輸出先：タイ、ミャンマー、カンボジア）
- 2004年 3月 - 株式会社ビィ・フォアード設立 同社代表取締役に就任（有限会社ワイズ山川の輸出、部品販売事業を分社化）
- 創業10年で年間12万6千台を超える中古自動車を約100ヶ国の国々に輸出する企業に成長させる[14][15]。

## 書籍
- グーグルを驚愕させた日本人の知らないニッポン企業（2016年11月、講談社+α新書、ISBN 978-4062729680）
- アフリカで超人気の日本企業（2016年12月、東洋経済新報社、ISBN 978-4492557747）

## メディア出演

### テレビ番組
- 国際報道2014（2014年7月25日、NHK BS1）
- ビジネス・ブレークスルー Ch（2016年2月25日、スカパー!）
- がっちりマンデー!!（2016年7月3日、TBS）
- 未来世紀ジパング（2016年9月5日、テレビ東京）
- 好きか嫌いか言う時間（2017年1月30日、TBS）
- モーニングチャージ（2017年3月27日、テレビ東京）
- 田村淳のBUSINESS BASIC（2017年4月2日～2017年5月28日、2018年1月14日、2019年11月10日～2019年11月24日、BSテレビ東京）
- NHKワールド（2017年11月29日、2018年1月11日、NHK）
- 前へ!明大ラグビー部のキセキ（2018年3月31日、BSフジ）
- 夢遺産（2019年2月4日、テレビ東京、2019年2月8日、BSテレビ東京）

### ラジオ
- クロノス（2019年2月19日、26日、TOKYO FM）

### 新聞
- 朝日新聞グローブ（2017年4月2日、朝日新聞）
- 日刊ゲンダイ『本物の成功哲学』（2017年4月14日～2017年9月1日、日刊ゲンダイ）

### 雑誌
- プレジデント 田原総一朗「次代への遺言」（2017年8月14日号、プレジデント社）
- 日経ビジネス「10年後のグーグルを探せ」（2019年1月14日号、日経BP社）